# Daniel Viteri
Daniel Jimmy Viteri Vinces (Guayaquil, 1981. december 12. – ) ecuadori válogatott labdarúgókapus.

## Pályafutása

### Klubcsapatban
Pályafutását az Emelecben kezdte, mellyel 2001-ben és 2002-ben bajnoki címet szerzett. Később a Deportivo Quito csapatához igazolt, ahol két évig játszott. 2008 és 2017 között az LDU Quito együttesét erősítette, mellyel 2008-ban a Copa Libertadorest, 2009-ben a Recopa Sudamericanát és a Copa Sudamericanát, majd 2010-ben újból a Recopát nyerte meg. 

### A válogatottban
2002 és 2007 között 5 alkalommal szerepelt az ecuadori válogatottban. Részt vett a 2002-es világbajnokságon.

## Sikerei, díjai
Emelec
- Ecuadori bajnok (2): 2001, 2002

LDU Quito
- Ecuadori bajnok (1): 2010
- Copa Libertadores (1): 2008
- Recopa Sudamericana (2): 2009, 2010
- Copa Sudamericana (1): 2009